# Charles P. Hatch

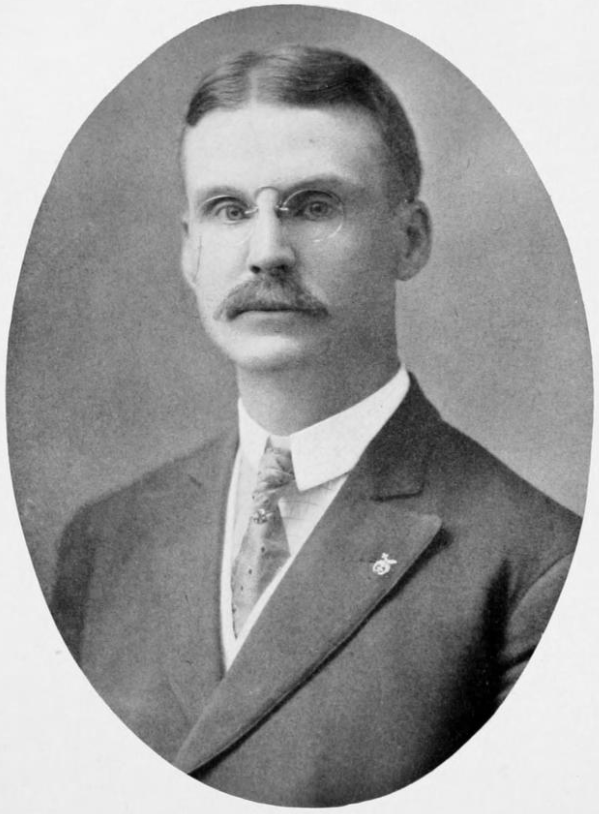

Charles P. Hatch (* 25. Dezember  1868 in Lyman, Maine; † 11. Juli 1946 ebenda) war ein US-amerikanischer Politiker, der von 1907 bis 1911 der erste Maine State Auditor war.

## Leben
Charles P. Hatch wurde in Lyman, Maine als Sohn von Elijah Hatch und Frances Kane geboren. Er besuchte die öffentlichen Schulen in Portland. Später besuchte er eine Abendschule und studierte am College. Als Sekretär arbeitete er in der Anwaltskanzlei Mear und lernte in dieser Zeit zu stenografieren.
Hatch wurde im Jahr 1887 Kassierer und Buchhalter im Büro der Maine Mutual Accident Association und ab 1889 war er stellvertretender Bankprüfer mit einem Büro in Buckfield. 1893 wurde er zum Bankprüfer von Maine ernannt. 1903 beendete er diese Tätigkeit und wurde Wirtschaftsprüfer und Buchhalter der International Paper Company of New York.
Als Mitglied der Republikanischen Partei war er der erste Maine State Auditor und übte dieses Amt von 1907 bis 1911 aus.
Er gehörte als Freimaurer verschiedenen Logen in Buckfield und Portland an: den Knights Templar, dem Kora Temple, dem Mystric Shrine, der Maine Society von New York und weiteren.
Charles P. Hatch heiratete 1892 Helen Louise Morrill. Er starb am 11. Juli 1946 in Lyman. Sein Grab befindet sich auf dem Evergreen Cemetery in Portland.